# Sân bay Masasi
Sân bay Masasi (IATA: XMI, ICAO: HTMI) là một sân bay ở Masasi, Tanzania.